# Messier 23
De open sterrenhoop Messier 23 is een object aan de zomerhemel dat niet met het blote oog te zien is maar wel waargenomen kan worden met kleine telescopen en verrekijkers. Het is een van de objecten die Charles Messier zelf heeft ontdekt, namelijk op 20 juni 1764.
De sterren in deze hoop staan op gemiddeld circa 2150 lichtjaar. De sterrenhoop heeft een doorsnede van ongeveer 15 lichtjaar, wat leidt tot een schijnbare diameter van 27 boogminuten. Binnen dat gebied bevinden zich ongeveer 150 sterren. De heetste sterren zijn van spectraaltype B9 en de helderste ster is van magnitude 9,21.
M23 staat op 2,5 graden ten noorden en 3,5 graden ten westen van de ster Mu Sagittarii, en is niet geheel scherp te scheiden van overige sterren van de Melkweg.